# Buthacus tadmorensis
Espèce
Synonymes
- Buthus tadmorensis Simon, 1892
- Buthus pietschmanni Penther, 1912

Buthacus tadmorensis est une espèce de scorpions de la famille des Buthidae.

## Distribution
Cette espèce se rencontre en Syrie, en Jordanie, en Irak, en Turquie et en Iran.

## Description
Le mâle décrit par Cain, Gefen et Prendini en 2021 mesure 66,8 mm et les femelles de 66,3 à 75,2 mm.

## Systématique et taxinomie
Cette espèce a été décrite sous le protonyme Buthus tadmorensis par Simon en 1892. Elle est placée en synonymie avec Buthacus leptochelys par Kraepelin en 1895. Elle est relevée de synonymie par Lourenço en 2006.

## Étymologie
Son nom d'espèce, composé de tadmor et du suffixe latin -ensis, « qui vit dans, qui habite », lui a été donné en référence au lieu de sa découverte, Tadmor.

## Publication originale
- Simon, 1892 : « Liste des arachnides recueillis en Syrie par M. le docteur Théod. Barrois. » Revue Biologique du Nord de la France, vol. 5, p. 80–84.